# 淨瑠璃寺
淨瑠璃寺（じょうるりじ）是位在日本京都府木津川市的真言律宗寺院。山號「小田原山」（おだわらさん）。本尊阿彌陀如來和藥師如來、開基（創立者）為義明上人。境內的淨土式庭園被指定為國之特別名勝。

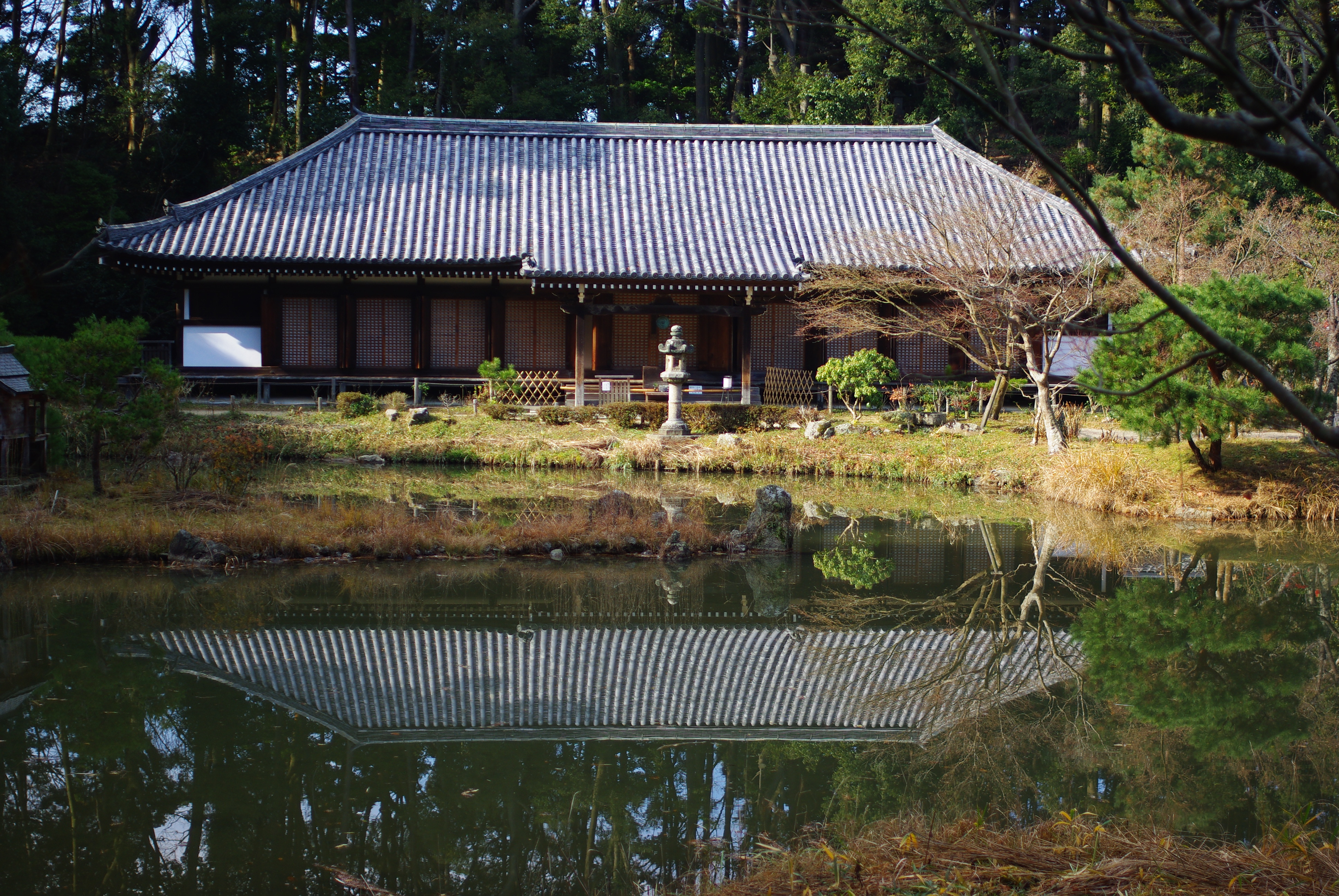
本堂（阿彌陀堂）
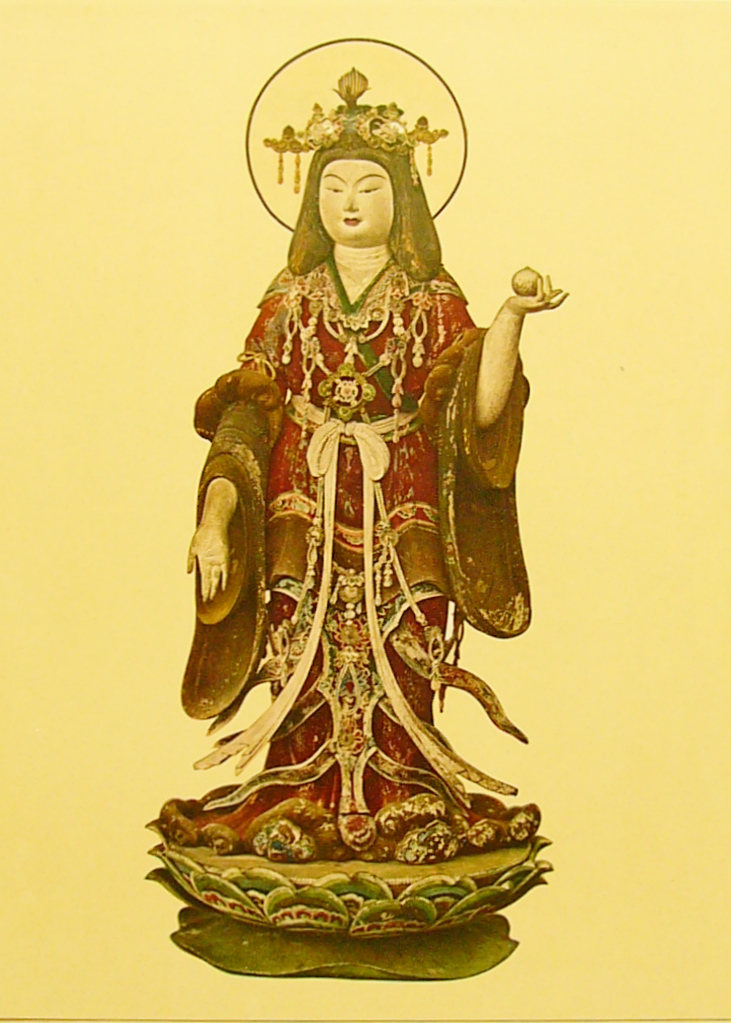
吉祥天
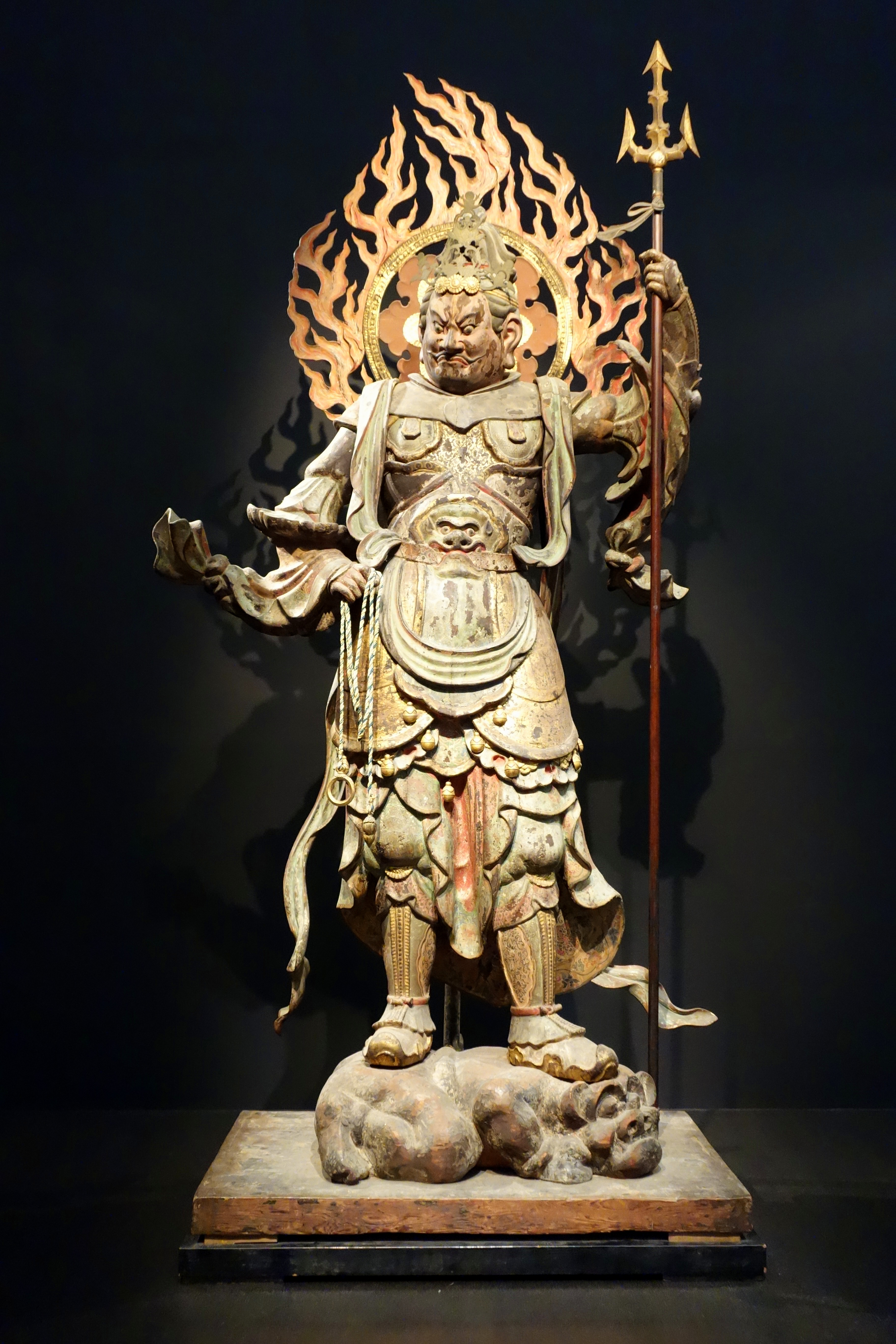
広目天

## 關連項目
- 日本寺院一覽

## 外部連結
- 浄瑠璃寺